# Терентьєв Максим Федорович
Максим Федорович Терентьєв (рос. Максим Фёдорович Терентьев; нар. 9 серпня 1992, Саранськ, Росія) — російський футболіст, півзахисник.

## Життєпис
Вихованець ДЮСШ «Мордовія» Саранськ (перший тренер — Володимир Медведєв). У Російській Прем'єр-лізі дебютував 10 листопада 2012 року в матчі 15-го туру чемпіонату 2012/13 з «Тереком».
У вересні 2016 року перейшов у феодосійську «Кафу».